# Янов-Ростовский, Василий Иванович Губка
Князь Василий Иванович Янов-Ростовский по прозванию Губка — воевода и наместник на службе у московских князей Ивана III и Василия III, представитель княжеского рода Яновых-Ростовских. От его прозвища Губка произошло именование ветви князей Губкиных-Ростовских. Старший из четырёх сыновей удельного Ростовского князя Ивана-Яна. Имел братьев, князей: Ивана Ивановича по прозванию «Темка» (родоначальник князей Тёмкины-Ростовские), дворянина Семёна и воеводу Дмитрия Ивановичей.

## Биография
Показан в дворянах. В 1492 году первый воевода Сторожевого полка в новгородском походе. В 1495 году вновь участвовал в походе Ивана III на Новгород.
В 1500 году служил первым наместником в Великих Луках, откуда водил в зимнем походе Большой полк на Великое княжество литовское, когда рать номинально возглавляли племянники Ивана III — волоцкий князь Фёдор Борисович и рузский князь Иван Борисович.
В 1508 году водил Передовой полк из Москвы к Вязьме и Дорогобужу против Станислава Кишки. По взятии города Дорогобуж упомянут, как товарищ князя Оболенского и князя Василия Васильевича Голенина-Ростовского, в корпусе бравшим и отстраивавших Дорогобуж после осады. В этом же году первый воевода в Торопце. В 1509 году воевода по «польским вестям» в Вязьме, а по взятии Стародуба, оставлен в городе первым воеводой Сторожевого полка. В 1512 году по «крымским вестям» второй воевода Большого полка на Угре.

## Семья
От брака с неизвестной имел детей:
- Князь Янов-Ростовский Борис Васильевич[1] — воевода.